# Buck Owens

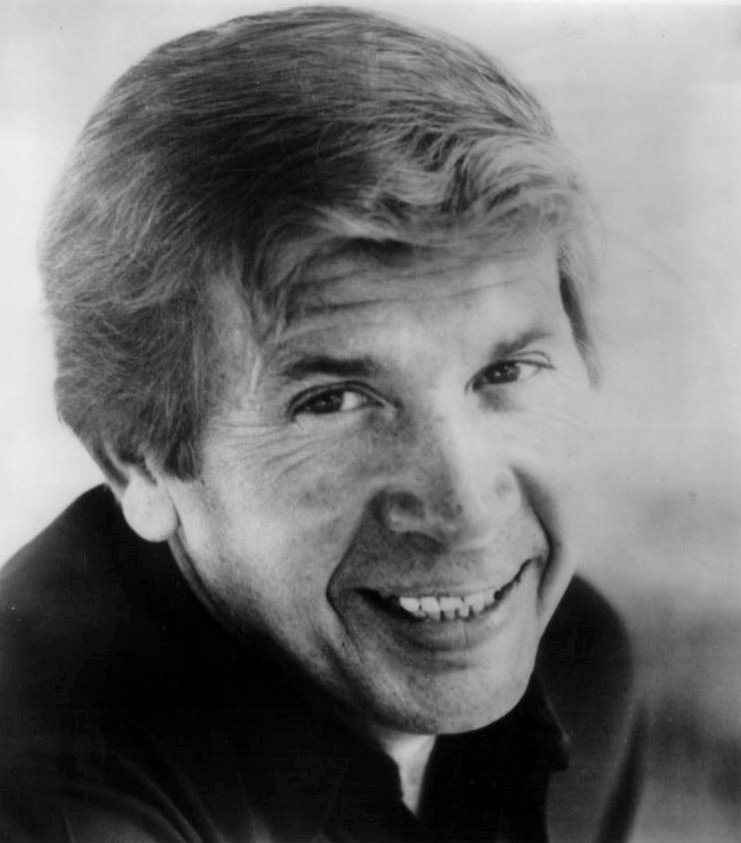
Buck Owens (1977)

Buck Owens (* 12. August 1929 als Alvis Edgar Owens jr. in Sherman, Texas; † 25. März 2006 in Bakersfield) war ein US-amerikanischer Country-Musiker und -sänger, Songwriter, Musikmanager und Wegbereiter des Bakersfield Sounds. Er war auch Entdecker und Manager von Susan Raye, die mit L.A. International Airport einen Welterfolg hatte und mit der er Anfang der 1970er Jahre ein erfolgreiches Duo bildete.

## Leben

### Kindheit und Jugend
Alvis Edgar „Buck“ Owens wuchs zur Zeit der Weltwirtschaftskrise in armen Verhältnissen im ländlichen Texas auf. Die Familie zog Anfang der 1930er Jahre in der Hoffnung auf bessere Lebensumstände nach Westen. Bereits in Arizona brach ihr selbst gebauter Wagen zusammen, und man ließ sich notgedrungen in der Kleinstadt Mesa nieder. Als 14-Jähriger verließ Owens die Schule und arbeitete als Farmhelfer. Sein Hauptinteresse aber galt der Musik. Als Autodidakt erlernte er mehrere Instrumente. Beim lokalen Radiosender und in der örtlichen Westernclubszene sammelte er erste Erfahrungen. Hier lernte er die Country-Sängerin Bonnie Campbell kennen, die er als 17-Jähriger heiratete. Ein Jahr später wurde das erste Kind geboren.

### Musikalische Karriere
1951 zog die junge Familie nach Bakersfield in Kalifornien. Wenig später wurde die Ehe geschieden. Owens fand schnell in der lebendigen Musikszene Aufnahme. Er gründete eine eigene Band, die Schoolhouse Playboys, und arbeitete als Studiomusiker für Capitol Records und das lokale Lu-Tal-Studio. Unter dem Produzenten Ken Nelson wirkte er als Gitarrist bei Aufnahmen bekannter Interpreten wie Wanda Jackson oder Faron Young mit. 1956 veröffentlichte er bei dem kleineren Label Pep Records unter dem Pseudonym Corky Jones seine ersten Platten, darunter die Rockabilly-Single Hot Dog / Rhythm and Booze, die aber erfolglos blieben. Owens arbeitete dann weiter als Sessionsmusiker. Mit dem befreundeten Liedtexter Harlan Howard begann er, Songs zu schreiben. Gemeinsam gründeten sie den Musikverlag Blue Book Music.
Owens letzte Single bei Pep war There Goes My Heart / Sweethearts in Heaven, danach versuchte er sich erfolglos beim Chesterfield-Label. Neben Owens’ Engagement als Solomusiker übernahm er für Bill Woods’ Orange Blossom Boys, einer regionalen Band aus Bakersfield, den Gesangs- und Gitarrenpart. Auf einigen Aufnahmen von Woods ist auch Owens zu hören. In dieser Zeit traten Owens und Woods häufig im Bakersfielder Blackboard Club auf.
Bei einem Auftritt in einem Bakersfielder Club wurden Vertreter der Schallplattenfirma Columbia auf ihn aufmerksam. Das wiederum veranlasste Capitol, für die er noch immer als Sessionmusiker tätig war, ihm einen Vertrag anzubieten. Seine ersten Singles waren erneut vom Rockabilly geprägt, aber Misserfolge. Owens resignierte und zog nach Tacoma in Washington, wo er sich an einem Radiosender beteiligte. 1958 wurde er von Ken Nelson zu einer weiteren Aufnahmesession überredet. Bereits seine erste Single, Second Fiddle, erreichte einen mittleren Platz in den Country-Charts. Den Durchbruch schaffte er ein Jahr später mit dem Top-10-Hit Under Your Spell Again.
Owens kehrte nach Bakersfield zurück. Sein nächster Hit war Above and Beyond, der von seinem Freund Harlan Howard verfasst worden war. Auch die nächsten von ihm selbst geschriebenen Songs waren erfolgreich. 1961 erschien sein Debütalbum, Buck Owens, das bis auf Platz 2 vorrücken konnte. Im gleichen Jahr nahm er erstmals eine Single mit Rose Maddox auf. Mit seiner Band The Buckaroos wurde er zu einem gefragten Liveact. Maßgeblichen Anteil hierbei hatte der Gitarrist Don Rich, mit dem ihn eine langjährige Freundschaft verband. Um sich in den lauten Tanzhallen Gehör zu verschaffen, setzte man elektrische Gitarren ein. Der Bakersfield Sound nahm hier seinen Anfang. Neben der Gitarre spielte Owens auch Mandoline, Saxophon, Klavier und Schlagzeug.
1963 erreichte Buck Owens mit Act Naturally die Spitze der Country-Charts. Es war der erste einer ununterbrochenen Folge von 15 Nummer-1-Hits und wurde 1965 auch von den Beatles aufgenommen. Sein größter Erfolg war Love’s Gonna Live Here, das 16 Wochen an der Spitze stand. 1965 wurde er von der Academy of Country Music zum Sänger des Jahres gewählt. Er startete The Buck Owens Ranch Show, seine eigene Fernsehserie, und gründete weitere Firmen. 1966 kaufte er einen Radiosender. Seine Schallplattenerfolge hielten an. Bakersfield war unterdessen zu einem wichtigen Zentrum der Country-Musik geworden. Der hier gespielte harte Honky Tonk war eine willkommene Alternative zum weichen, poporientierten Nashville Sound. Neue Stars wie Merle Haggard oder Wynn Stewart traten ins Rampenlicht. Auch seine Ex-Frau Bonnie, mit der er weiterhin freundschaftlich verbunden war, hatte respektable Erfolge.
Ab 1969 moderierte er gemeinsam mit Roy Clark die Fernsehshow Hee Haw. Die außergewöhnlich erfolgreiche Comedyshow lief nahezu zwanzig Jahre und machte Buck Owens weit über die Country-Szene hinaus bekannt. Seine Schallplattenerfolge hielten an. Gleichzeitig war er zunehmend unternehmerisch tätig. Unter anderem eröffnete er in Bakersfield ein hochmodernes Aufnahmestudio. Als Künstler, Künstleragent und Business-Investor, der bei der Vermarktung seiner Songs nicht die Kontrolle darüber verlor, hatte er innerhalb von zehn Jahren so großen finanziellen Erfolg, dass seine Wahlheimat Bakersfield scherzhaft „Buckersfield“ genannt wurde. 1970 ehrte ihn die Band Creedence Clearwater Revival mit der Textzeile „Dinosaur Victrola, listening to Buck Owens“ in ihrem Song Lookin’ out My Back Door.

### Allmählicher Rückzug
Im Juli 1974 starb sein enger Freund Don Rich bei einem Motorradunfall. Owens verlor zunächst jeden Antrieb zur weiteren Arbeit. Sein Vertrag mit Capitol wurde 1975 nicht mehr verlängert. Er wechselte zur Warner Music Group, doch auch hier konnte er nicht mehr an seine alten Erfolge anknüpfen. Er zog sich zunehmend aus dem Musikgeschäft zurück und konzentrierte sich auf seine Unternehmen und die immer noch beliebte Fernsehshow. 1988 überredete Dwight Yoakam, ein junger Nachwuchsmusiker der Bakersfielder Szene, Owens zu einem Comeback. Ihre gemeinsam produzierte Single Streets of Bakersfield erreichte die Spitze der Country-Charts.
Durch den Erfolg ermutigt, versuchte Owens einen Neuanfang. Bei seinem alten Label Capitol unterschrieb er 1988 noch einmal einen Vertrag. Es wurden zwei Alben und einige Singles produziert, darunter ein Duett mit dem Ex-Beatle Ringo Starr. Anfang der 1990er Jahre überstand er eine Krebsoperation, die sein Sprech- und Singvermögen geringfügig beeinträchtigte. 1996 erhielt er die größte Auszeichnung, die in der Country-Musik vergeben wird: Er wurde in die Country Music Hall of Fame aufgenommen. Im selben Jahr eröffnete er in Bakersfield das Club-Restaurant Crystal Palace, wo er bis kurz vor seinem Tod regelmäßig auftrat. Buck Owens starb 2006 im Alter von 76 Jahren an den Folgen eines Krebsleidens, an dem er seit 1993 gelitten hatte.

## Diskografie

### Alben
| Jahr | Titel                                                 | Höchstplatzierung, Gesamtwochen, AuszeichnungChartplatzierungen (Jahr, Titel, Platzierungen, Wochen, Auszeichnungen, Anmerkungen) | Höchstplatzierung, Gesamtwochen, AuszeichnungChartplatzierungen (Jahr, Titel, Platzierungen, Wochen, Auszeichnungen, Anmerkungen) | Anmerkungen    |
| Jahr | Titel                                                 | US | Country | Anmerkungen    |
| ---- | ----------------------------------------------------- | --- | --- | -------------- |
| 1963 | Buck Owens Sings Tommy Collins                        | — | Country1 (30 Wo.)Country |                |
| 1963 | On the Bandstand                                      | — | Country2 (50 Wo.)Country |                |
| 1964 | Together Again                                        | US88 (18 Wo.)US | Country1 (39 Wo.)Country |                |
| 1964 | I Don’t Care                                          | US135 (5 Wo.)US | Country1 (32 Wo.)Country |                |
| 1965 | I’ve Got a Tiger by the Tail                          | US43 (22 Wo.)US | Country1 (33 Wo.)Country |                |
| 1965 | Before You Go                                         | — | Country1 (33 Wo.)Country |                |
| 1965 | The Instrumental Hits of Buck Owens and His Buckaroos | — | Country4 (28 Wo.)Country |                |
| 1966 | Roll Out the Red Carpet                               | US106 (10 Wo.)US | Country1 (30 Wo.)Country |                |
| 1966 | Dust on Mother’s Bible                                | — | Country1 (23 Wo.)Country |                |
| 1966 | Open Up Your Heart                                    | — | Country1 (26 Wo.)Country |                |
| 1967 | Your Tender Loving Care                               | US177 (7 Wo.)US | Country1 (26 Wo.)Country |                |
| 1968 | It Takes People Like You                              | — | Country1 (20 Wo.)Country |                |
| 1968 | Sweet Rosie Jones                                     | — | Country2 (19 Wo.)Country |                |
| 1968 | The Guitar Player                                     | — | Country27 (6 Wo.)Country |                |
| 1968 | I’ve Got You on My Mind Again                         | US199 (2 Wo.)US | Country19 (11 Wo.)Country |                |
| 1969 | Tall Dark Stranger                                    | US122 (10 Wo.)US | Country2 (26 Wo.)Country |                |
| 1969 | Big in Vegas                                          | US141 (6 Wo.)US | Country9 (18 Wo.)Country |                |
| 1970 | Your Mother’s Prayer                                  | US198 (2 Wo.)US | — |                |
| 1970 | We’re Gonna Get Together                              | US154 (6 Wo.)US | Country10 (22 Wo.)Country | mit Susan Raye |
| 1970 | The Kansas City Song                                  | US196 (2 Wo.)US | Country10 (16 Wo.)Country |                |
| 1970 | The Great White Horse                                 | — | Country22 (15 Wo.)Country | mit Susan Raye |
| 1970 | I Wouldn’t Live in New York City                      | US190 (2 Wo.)US | Country12 (13 Wo.)Country |                |
| 1971 | Bridge Over Troubled Water                            | — | Country11 (14 Wo.)Country |                |
| 1971 | Ruby                                                  | — | Country9 (17 Wo.)Country |                |
| 1972 | Too Old to Cut Mustard                                | — | Country35 (4 Wo.)Country | mit Buddy Alan |
| 1973 | In the Palm of Your Hand                              | — | Country21 (8 Wo.)Country |                |
| 1973 | Ain’t It Amazing Gracie                               | — | Country17 (11 Wo.)Country |                |
| 1973 | The Good ’Ol Days (Are Here Again)                    | — | Country29 (7 Wo.)Country | mit Susan Raye |
| 1973 | Arms Full of Empty                                    | — | Country32 (9 Wo.)Country |                |
| 1974 | It’s a Monster’s Holiday                              | — | Country10 (14 Wo.)Country |                |
| 1975 | 41st Street Lonely Heart’s Club                       | — | Country21 (5 Wo.)Country |                |
| 1976 | Buck ’Em                                              | — | Country39 (9 Wo.)Country |                |
| 1988 | Hot Dog                                               | — | Country37 (13 Wo.)Country |                |

grau schraffiert: keine Chartdaten aus diesem Jahr verfügbar
Weitere Alben
- 1961: Buck Owens Sings Harlan Howard
- 1962: You’re for Me
- 1965: Christmas with Buck Owens and his Buckaroos
- 1968: Christmas Shopping
- 1971: Merry Christmas from Buck Owens & Susan Raye (mit Susan Raye)
- 1977: Our Old Mansion
- 1989: Act Naturally
- 1991: Kickin’ In
- 2018: Country Singer’s Prayer

### Livealben
| Jahr | Titel                        | Höchstplatzierung, Gesamtwochen, AuszeichnungChartplatzierungen (Jahr, Titel, Platzierungen, Wochen, Auszeichnungen, Anmerkungen) | Höchstplatzierung, Gesamtwochen, AuszeichnungChartplatzierungen (Jahr, Titel, Platzierungen, Wochen, Auszeichnungen, Anmerkungen) | Anmerkungen |
| Jahr | Titel                        | US | Country | Anmerkungen |
| ---- | ---------------------------- | --- | --- | ----------- |
| 1966 | Carnegie Hall Concert        | US114 (10 Wo.)US | Country1 (29 Wo.)Country |             |
| 1967 | In Japan!                    | — | Country1 (22 Wo.)Country |             |
| 1969 | Buck Owens in London "Live"  | US113 (5 Wo.)US | Country5 (23 Wo.)Country |             |
| 1972 | Live at John Ascuga’s Nugget | — | Country3 (21 Wo.)Country |             |
| 1972 | Live at the White House      | — | Country10 (12 Wo.)Country |             |

Weitere Livealben
- 1970: Buck Owens Live in Scandinavia
- 1974: Live in New Zealand
- 1974: Live at the Sydney Opera House
- 2007: Live in Austin, TX

### Kompilationen
| Jahr | Titel                               | Höchstplatzierung, Gesamtwochen, AuszeichnungChartplatzierungen (Jahr, Titel, Platzierungen, Wochen, Auszeichnungen, Anmerkungen) | Höchstplatzierung, Gesamtwochen, AuszeichnungChartplatzierungen (Jahr, Titel, Platzierungen, Wochen, Auszeichnungen, Anmerkungen) | Anmerkungen    |
| Jahr | Titel                               | US | Country | Anmerkungen    |
| ---- | ----------------------------------- | --- | --- | -------------- |
| 1964 | The Best of Buck Owens              | US46 Gold · (31 Wo.)US | Country2 (41 Wo.)Country |                |
| 1968 | Best of Buck Owens, Vol. 2          | — | Country5 (26 Wo.)Country |                |
| 1969 | Best of Buck Owens, Vol. 3          | — | Country12 (19 Wo.)Country |                |
| 1971 | The Best of Buck Owens, Vol. 4      | — | Country17 (16 Wo.)Country |                |
| 1972 | The Best of Buck and Susan          | — | Country15 (12 Wo.)Country | mit Susan Raye |
| 1974 | The Best of Buck Owens, Vol. 5      | — | Country35 (6 Wo.)Country |                |
| 1976 | The Best of Buck Owens, Vol. 6      | — | Country34 (5 Wo.)Country |                |
| 2006 | 21 #1 Hits: The Ultimate Collection | — | Country55 (3 Wo.)Country |                |
| 2012 | Coloring Book                       | — | Country63 (1 Wo.)Country |                |
| 2015 | Classic #1 Hits                     | — | Country49 (1 Wo.)Country |                |

Weitere Kompilationen
- 1961: Buck Owens
- 1970: Merry Hee Haw Christmas
- 1977: 20 Greatest Hits
- 1994: The Very Best of Buck Owens, Vol. 1
- 1994: The Very Best of Buck Owens, Vol. 2
- 2013: Honky Tonk Man: Buck Sings Country Classics

### Singles
| Jahr | Titel Album                                                                                             | Höchstplatzierung, Gesamtwochen, AuszeichnungChartplatzierungen (Jahr, Titel, Album, Platzierungen, Wochen, Auszeichnungen, Anmerkungen) | Höchstplatzierung, Gesamtwochen, AuszeichnungChartplatzierungen (Jahr, Titel, Album, Platzierungen, Wochen, Auszeichnungen, Anmerkungen) | Anmerkungen                                            |
| Jahr | Titel Album                                                                                             | US | Country | Anmerkungen                                            |
| ---- | --- | --- | --- | ------------------------------------------------------ |
| 1959 | Second Fiddle Buck Owens                                                                                | — | Country24 (2 Wo.)Country |                                                        |
| 1959 | Under Your Spell Again Buck Owens                                                                       | — | Country4 (22 Wo.)Country |                                                        |
| 1960 | Above and Beyond Buck Owens                                                                             | — | Country3 (30 Wo.)Country |                                                        |
| 1960 | Excuse Me (I Think I’ve Got a Heartache) Buck Owens                                                     | — | Country2 (24 Wo.)Country |                                                        |
| 1960 | I’ve Got a Right to Know –                                                                              | — | Country25 (3 Wo.)Country | B-Seite von Excuse Me (I Think I’ve Got a Heartache)   |
| 1961 | Foolin’ Around Buck Owens Sings Harlan Howard                                                           | — | Country2 (26 Wo.)Country |                                                        |
| 1961 | High as the Mountains –                                                                                 | — | Country27 (1 Wo.)Country | B-Seite von Foolin’ Around                             |
| 1961 | Mental Cruelty Buck Owens Sings Harlan Howard                                                           | — | Country8 (12 Wo.)Country | mit Rose Maddox                                        |
| 1961 | Loose Talk –                                                                                            | — | Country4 (14 Wo.)Country | B-Seite von Mental Cruelty mit Rose Maddox             |
| 1961 | Under the Influence of Love You’re for Me                                                               | — | Country2 (24 Wo.)Country |                                                        |
| 1962 | Nobody’s Fool But Yours You’re for Me                                                                   | — | Country11 (16 Wo.)Country |                                                        |
| 1962 | Save the Last Dance for Me Together Again                                                               | — | Country11 (11 Wo.)Country |                                                        |
| 1962 | Kickin’ Our Hearts Around On the Bandstand                                                              | — | Country8 (8 Wo.)Country |                                                        |
| 1962 | I Can’t Stop (My Lovin’ You) –                                                                          | — | Country17 (5 Wo.)Country | B-Seite von Kickin’ Our Hearts Around                  |
| 1962 | You’re for Me                                                                                           | — | Country10 (14 Wo.)Country |                                                        |
| 1962 | House Down the Block –                                                                                  | — | Country24 (3 Wo.)Country | B-Seite von You’re for Me                              |
| 1963 | Act Naturally The Best of Buck Owens                                                                    | — | Country1 (39 Wo.)Country |                                                        |
| 1963 | Love’s Gonna Live Here The Best of Buck Owens                                                           | — | Country1 (30 Wo.)Country |                                                        |
| 1963 | We’re the Talk of the Town –                                                                            | — | Country15 (6 Wo.)Country | mit Rose Maddox                                        |
| 1964 | My Heart Skips a Beat Together Again                                                                    | US94 (2 Wo.)US | Country1 (26 Wo.)Country |                                                        |
| 1964 | Together Again –                                                                                        | — | Country1 (27 Wo.)Country | B-Seite von My Heart Skips a Beat                      |
| 1964 | I Don’t Care (Just as Long as You Love Me) I Don’t Care                                                 | US92 (3 Wo.)US | Country1 (27 Wo.)Country |                                                        |
| 1964 | Don’t Let Her Know –                                                                                    | — | Country33 (9 Wo.)Country | B-Seite von I Don’t Care (Just as Long as You Love Me) |
| 1964 | I’ve Got a Tiger By the Tail                                                                            | US25 (9 Wo.)US | Country1 (20 Wo.)Country |                                                        |
| 1965 | Before You Go                                                                                           | US83 (2 Wo.)US | Country1 (20 Wo.)Country |                                                        |
| 1965 | Only You (Can Break My Heart) Your Tender Loving Care                                                   | — | Country1 (19 Wo.)Country |                                                        |
| 1965 | Gonna Have Love –                                                                                       | — | Country10 (21 Wo.)Country | B-Seite von Only You (Can Break My Heart)              |
| 1965 | Buckaroo The Instrumental Hits of Buck Owens and His Buckaroos                                          | US60 (9 Wo.)US | Country1 (17 Wo.)Country |                                                        |
| 1965 | If You Want a Love –                                                                                    | — | Country24 (9 Wo.)Country | B-Seite von Buckaroo                                   |
| 1966 | Waitin’ in Your Welfare Line Open Up Your Heart                                                         | US57 (7 Wo.)US | Country1 (19 Wo.)Country |                                                        |
| 1966 | Think of Me Open Up Your Heart                                                                          | US74 (5 Wo.)US | Country1 (21 Wo.)Country |                                                        |
| 1966 | Open Up Your Heart                                                                                      | — | Country1 (20 Wo.)Country |                                                        |
| 1966 | Where Does the Good Times Go It Takes People Like You                                                   | — | Country1 (16 Wo.)Country |                                                        |
| 1967 | Sam’s Place Your Tender Loving Care                                                                     | US92 (2 Wo.)US | Country1 (16 Wo.)Country |                                                        |
| 1967 | Your Tender Loving Care                                                                                 | — | Country1 (16 Wo.)Country |                                                        |
| 1967 | It Takes People Like You (To Make People Like Me)                                                       | — | Country2 (18 Wo.)Country |                                                        |
| 1968 | How Long Will My Baby Be Gone Sweet Rosie Jones                                                         | — | Country1 (15 Wo.)Country |                                                        |
| 1968 | Sweet Rosie Jones                                                                                       | — | Country2 (15 Wo.)Country |                                                        |
| 1968 | Let the World Keep On a Turnin’ I’ve Got You on Mind Again                                              | — | Country7 (15 Wo.)Country | mit Buddy Alan                                         |
| 1968 | I’ve Got You on Mind Again                                                                              | — | Country5 (15 Wo.)Country |                                                        |
| 1969 | Who’s Gonna Mow Your Grass Buck Owens in London "Live"                                                  | — | Country1 (15 Wo.)Country |                                                        |
| 1969 | Johnny B. Goode Buck Owens in London "Live"                                                             | — | Country1 (15 Wo.)Country |                                                        |
| 1969 | Tall Dark Stranger                                                                                      | — | Country1 (15 Wo.)Country |                                                        |
| 1969 | Big in Vegas                                                                                            | US100 (1 Wo.)US | Country5 (13 Wo.)Country |                                                        |
| 1970 | The Kansas City Song                                                                                    | — | Country2 (15 Wo.)Country |                                                        |
| 1970 | I Wouldn’t Live in New York City (If They Gave Me the Whole Dang Town) I Wouldn’t Live in New York City | — | Country9 (13 Wo.)Country |                                                        |
| 1970 | We’re Gonna Get Together                                                                                | — | Country13 (11 Wo.)Country | mit Susan Raye                                         |
| 1970 | Togetherness We’re Gonna Get Together                                                                   | — | Country12 (12 Wo.)Country | mit Susan Raye                                         |
| 1970 | The Great White Horse                                                                                   | — | Country8 (13 Wo.)Country | mit Susan Raye                                         |
| 1971 | Bridge Over Troubled Water                                                                              | — | Country9 (13 Wo.)Country |                                                        |
| 1971 | Ruby (Are You Mad) Ruby                                                                                 | — | Country3 (17 Wo.)Country |                                                        |
| 1971 | Rollin’ in My Sweet Baby’s Arms Ruby                                                                    | — | Country2 (14 Wo.)Country |                                                        |
| 1971 | Too Old to Cut the Mustard Too Old to Cut Mustard                                                       | — | Country29 (10 Wo.)Country | mit Buddy Alan                                         |
| 1972 | I’ll Still Be Waiting for You Live at John Ascuaga’s Nugget                                             | — | Country8 (12 Wo.)Country |                                                        |
| 1972 | Made in Japan In the Palm of Your Hand                                                                  | — | Country1 (15 Wo.)Country |                                                        |
| 1972 | You Ain’t Gonna Have ’Ol Buck to Kick Around No More In the Palm of Your Hand                           | — | Country13 (14 Wo.)Country |                                                        |
| 1972 | In the Palm of Your Hand                                                                                | — | Country23 (12 Wo.)Country |                                                        |
| 1972 | Looking Back to See The Best of Buck and Susan                                                          | — | Country13 (14 Wo.)Country |                                                        |
| 1973 | Ain’t It Amazing, Gracie                                                                                | — | Country14 (11 Wo.)Country |                                                        |
| 1973 | Arms Full of Empty                                                                                      | — | Country27 (11 Wo.)Country |                                                        |
| 1973 | Big Game Hunter The Best of Buck Owens, Vol. 5                                                          | — | Country8 (12 Wo.)Country |                                                        |
| 1973 | The Good Ol’ Days Are Here Again                                                                        | — | Country35 (8 Wo.)Country |                                                        |
| 1974 | On the Cover of Music City News It’s a Monster’s Holiday                                                | — | Country9 (13 Wo.)Country |                                                        |
| 1974 | (It’s a) Monster’s Holiday It’s a Monster’s Holiday                                                     | — | Country6 (13 Wo.)Country |                                                        |
| 1974 | Great Expectations It’s a Monster’s Holiday                                                             | — | Country8 (15 Wo.)Country |                                                        |
| 1975 | 41st Street Lonely Heart’s Club                                                                         | — | Country19 (7 Wo.)Country |                                                        |
| 1975 | The Battle of New Orleans The Best of Buck Owens, Vol. 6                                                | — | Country51 (7 Wo.)Country |                                                        |
| 1975 | Love Is Strange We’re Gonna Get Together                                                                | — | Country20 (13 Wo.)Country |                                                        |
| 1976 | Hollywood Waltz Buck ’Em                                                                                | — | Country44 (9 Wo.)Country |                                                        |
| 1976 | California Okie Buck ’Em                                                                                | — | Country43 (8 Wo.)Country |                                                        |
| 1977 | It’s Been a Long, Long Time Buck ’Em                                                                    | — | Country100 (1 Wo.)Country |                                                        |
| 1977 | World Famous Holiday Inn Our Old Mansion                                                                | — | Country90 (4 Wo.)Country |                                                        |
| 1977 | Our Old Mansion                                                                                         | — | Country91 (3 Wo.)Country |                                                        |
| 1978 | Nights Are Forever Without You –                                                                        | — | Country27 (12 Wo.)Country |                                                        |
| 1978 | Do You Wanna Make Love –                                                                                | — | Country80 (5 Wo.)Country |                                                        |
| 1979 | Play Together Again, Again –                                                                            | — | Country11 (13 Wo.)Country | mit Emmylou Harris                                     |
| 1979 | Hangin’ In and Hangin’ On –                                                                             | — | Country30 (10 Wo.)Country |                                                        |
| 1979 | Let Jesse Rob the Train –                                                                               | — | Country22 (13 Wo.)Country |                                                        |
| 1980 | Love Is a Warm Cowboy –                                                                                 | — | Country42 (9 Wo.)Country |                                                        |
| 1980 | Moonlight and Magnolias –                                                                               | — | Country72 (4 Wo.)Country |                                                        |
| 1981 | Without You –                                                                                           | — | Country92 (2 Wo.)Country |                                                        |
| 1988 | Hot Dog                                                                                                 | — | Country46 (9 Wo.)Country |                                                        |
| 1989 | A-11 Hot Dog                                                                                            | — | Country54 (6 Wo.)Country |                                                        |
| 1989 | Put a Quarter in the Jukebox Hot Dog                                                                    | — | Country60 (7 Wo.)Country |                                                        |

Weitere Singles
- 1956: Down on the Corner of Love
- 1956: Right After the Dance
- 1957: Hot Dog (als Corky Jones)
- 1957: I’d Rather Have You (mit Pauline Parker)
- 1957: There Goes My Heart
- 1957: Country Girl (Leaving Dirty Tracks)
- 1957: Come Back
- 1958: Sweet Thing
- 1958: I’ll Take a Chance on Loving You
- 1960: Heartaches For a Dime
- 1968: Things I Saw Happening at the Fountain
- 1975: Country Singer’s Prayer
- 1977: Let the Good Times Roll
- 1990: Tijuana Lady
- 1992: If You Can’t Find a Reason to Be Happy

### Gastbeiträge
| Jahr | Titel Album                                             | Höchstplatzierung, Gesamtwochen, AuszeichnungChartplatzierungen (Jahr, Titel, Album, Platzierungen, Wochen, Auszeichnungen, Anmerkungen) | Höchstplatzierung, Gesamtwochen, AuszeichnungChartplatzierungen (Jahr, Titel, Album, Platzierungen, Wochen, Auszeichnungen, Anmerkungen) | Anmerkungen       |
| Jahr | Titel Album                                             | US | Country | Anmerkungen       |
| ---- | ------------------------------------------------------- | --- | --- | ----------------- |
| 1988 | Streets of Bakersfield Buenas Noches from a Lonely Room | — | Country1 (18 Wo.)Country | mit Dwight Yoakam |

## Auszeichnungen für Musikverkäufe
| Goldene Schallplatte - Kanada - 1977: für das Album 20 Greatest Hits | Platin-Schallplatte - Norwegen - 2000: für das Album Buck Owens Beste Norske Hits 1959-1969 |

Anmerkung: Auszeichnungen in Ländern aus den Charttabellen bzw. Chartboxen sind in ebendiesen zu finden.
| Land/RegionAuszeichnungen für Musikverkäufe (Land/Region, Auszeichnungen, Verkäufe, Quellen) | Gold     | Platin  | Verkäufe | Quellen         |
| -------------------------------------------------------------------------------------------- | -------- | ------- | -------- | --------------- |
| Kanada (MC)                                                                                  | Gold1    | —       | 50.000   | musiccanada.com |
| Norwegen (IFPI)                                                                              | —        | Platin1 | 50.000   | ifpi.no         |
| Vereinigte Staaten (RIAA)                                                                    | Gold1    | —       | 500.000  | riaa.com        |
| Insgesamt                                                                                    | 2× Gold2 | Platin1 |          |                 |